# 84. ročník udílení Oscarů
84. ročník udílení Oscarů se uskutečnil 26. února 2012 v Hollywood and Highland Center (dříve Kodak Theatre) v Hollywoodu, Los Angeles. Původně Akademie filmového umění a věd oznámila, že hostitelem večera bude herec a komik Eddie Murphy. Po skandálu s producentem Brettem Ratnerem, který nakonec ustoupil, se i Murphy vzdal moderování večera. 10. listopadu 2011 oznámili noví producenti, Brian Grazer a Don Mischer, že hostování se ujme Billy Crystal. Pro Crystala to bylo již deváté uvádění Oscarů. Jeho předchůdce Bob Hope však Oscary uváděl celkem devatenáctkrát.
Prezident Akademie filmového umění a věd Tom Sherak a herečka Jennifer Lawrenceová oznámili nominace 84. ročníku udělování Oscarů 24. ledna 2012.

## Zajímavosti

### Ceny
Nejvíce cen, pět, shodně posbíraly filmy Umělec a Hugo a jeho velký objev. První zmíněný za snímek roku, režii, mužský herecký výkon v hlavní roli, hudbu a kostýmy. Druhý zmíněný za kameru, výpravu, vizuální efekty, střih a střih zvuku. Železná lady proměnila obě nominace, ženský herecký výkon v hlavní roli a masky. Umělec se stal zároveň druhým němým filmem oceněným v kategorii nejlepší snímek roku v historii Akademie. Prvním němým filmem oceněným v teto kategorii bylo válečné drama Wings, kterému akademici udělili Oscara na svém historicky prvním ročníku. Íránský Rozchod Nadera a Simin režiséra Asghara Farhadia je prvním cizojazyčným filmem pro tuto zemi.
Meryl Streepová vyhrála třetího Oscara, čímž se stává jedinou žijící herečkou se třemi cenami. Doposud se tři ceny povedlo posbírat Walterovi Brennanovi, Ingrid Bergman a Jacku Nicholsonovi. Legendární Katharine Hepburn měla na svém kontě dokonce čtyři Oscary. Jean Dujardin vyhrál v kategorii mužský herecký výkon za postavu George Valentina v němém filmu Umělec, čímž se stal prvním Francouzem oceněným v této kategorii. Herec Christopher Plummer získal ve svých dvaaosmdesáti letech Oscara za výkon ve vedlejší roli v komedii Začátky, čímž se stal nejstarším držitelem ceny. Gary Oldman byl nominovaný poprvé za svoji třicetiletou kariéru. Glenn Close získala svou šestou neproměněnou nominaci, čímž drží rekord spolu s Deborah Kerr a Thelmou Ritter. Woody Allen vyhrál svého čtvrtého Oscara.

### Nominace

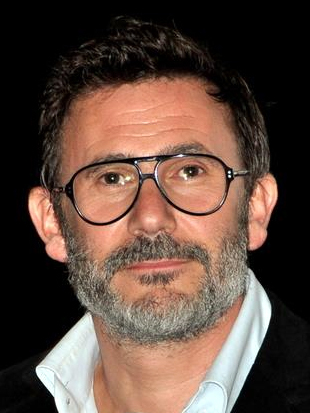
Nejlepší režisér Michel Hazanavicius

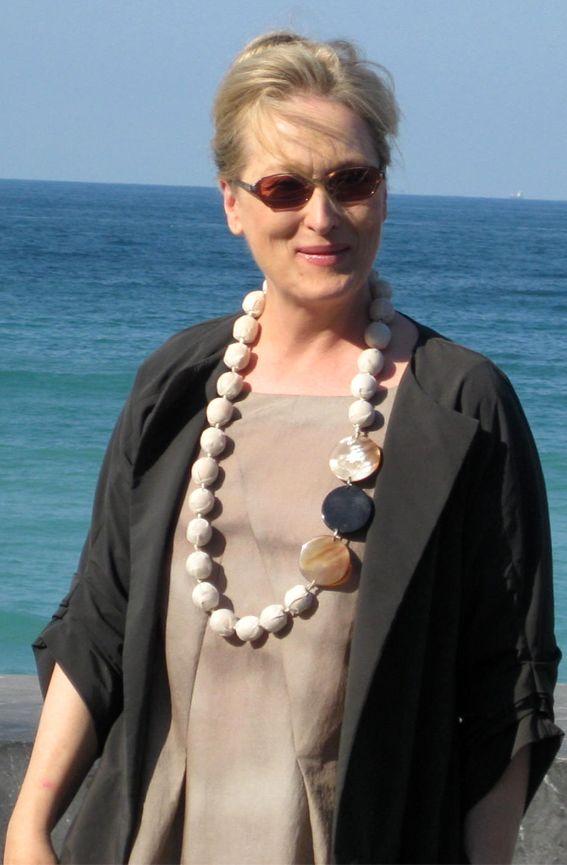
Nejlepší herečka Meryl Streepová

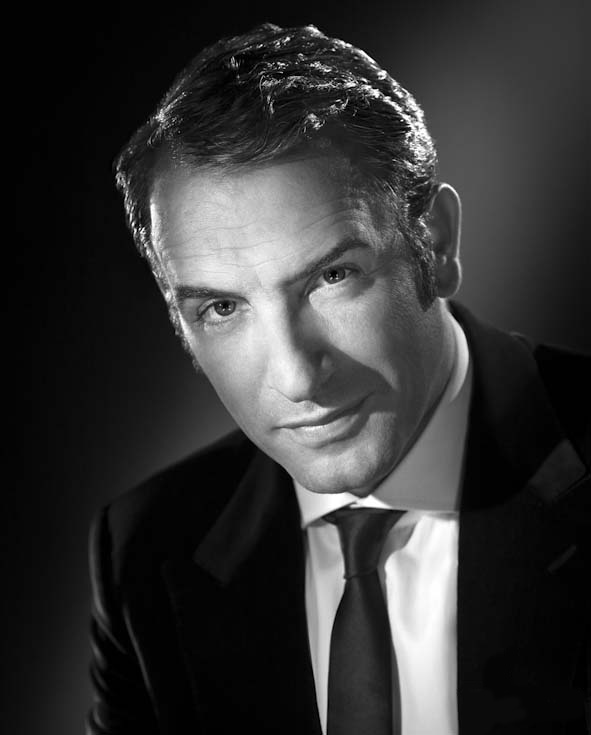
Nejlepší herec Jean Dujardin

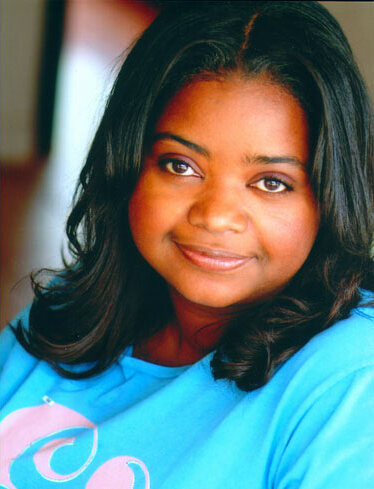
Nejlepší vedlejší herečka Octavia Spencerová

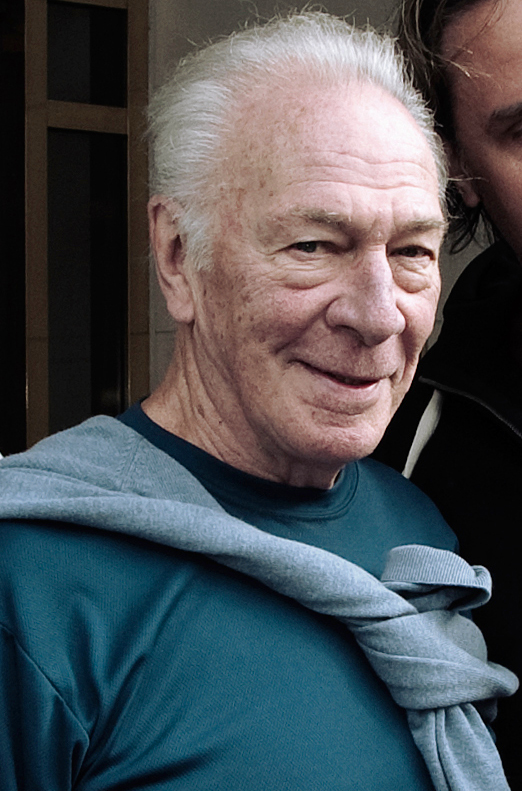
Nejlepší vedlejší herec Christopher Plummer

Nejvíce nominací posbíral film režiséra Martina Scorseseho Hugo a jeho velký objev a to jedenáct. Scorsese byl zároveň nominován jako producent a režisér snímku. Byla to jeho sedmá režisérská nominace. Na druhém místě s počtem deseti nominací skončil černobílý snímek Umělec. Woody Allen získal svou sedmou nominaci v kategorii režie a čtrnáctou v kategorii scénář. Steven Spielberg a Kathleen Kennedyová byli nominovaní jako producenti snímku Válečný kůň. Pro oba to bylo sedmá nominace v této kategorii. Meryl Streepová získala sedmnáctou nominaci za výkon ve filmu Železná lady. Herec Kenneth Branagh byl nominován po páté. V kategorii cizojazyčných filmů jsou snímky z Belgie (šestá nominace pro tuto zemi), z Izraele (desátá nominace), z Polska (osmá nominace), z Kanady (šestá nominace) a z Íránu (druhá nominace).
Poprvé v historii udílení Oscarů v kategorii nejlepší film soutěží devět snímků. V roce 2011 uvedená pravidla totiž povolují podle počtu hlasů nominovat v teto kategorii pět až deset filmů. Hudební skladatel John Williams získal hned dvě nominace. Dohromady jich má na svém kontě čtyřicet sedm a je tak rekordmanem mezi žijícími umělci. Rekord však doposud drží Walt Disney. Na druhém místě mezi žijícími je Woody Allen, který získal taktéž dvě nominace, čímž jich má dohromady třiadvacet. Allen zlomil další rekord, když byl po sedmé nominovaný za stejný snímek v kategoriích režie a scénář. Tím předběhl proslulého Billyho Wildera. Meryl Streepová se stala držitelkou sedmnácté nominace a tím pádem hereckým umělcem s jejichž nejvyšším počtem. Pro George Clooneyho to bylo podruhé, co byl ve stejném roce nominovaný ve dvou kategoriích za dva různé filmy. V roce 2006 získal Oscara za vedlejší výkon ve filmu Syriana a v témže roce získal nominaci jako scenárista snímku Dobrou noc a hodně štěstí.

## Nominace

### Nejlepší film
- Umělec – producent Thomas Langmann
- Děti moje – producenti Jim Burke, Alexander Payne a Jim Taylor
- Neuvěřitelně hlasitě & nesmírně blízko – producent Scott Rudin
- Černobílý svět – producenti Chris Columbus, Brunson Green a Michael Barnathan
- Hugo a jeho velký objev – producenti Graham King a Martin Scorsese
- Půlnoc v Paříži – producenti Stephen Tenenbaum a Letty Aronson
- Moneyball – producenti - Brad Pitt, Rachael Horovitz a Michael De Luca
- Strom života – producent bude oznámen později
- Válečný kůň – producenti - Steven Spielberg a Kathleen Kennedyová

### Nejlepší režie
- Michel Hazavicius – Umělec
- Alexander Payne – Děti moje
- Martin Scorsese – Hugo a jeho velký objev
- Woody Allen – Půlnoc v Paříži
- Terrence Malick – Strom života

### Nejlepší herec v hlavní roli
- Jean Dujardin – Umělec
- Demián Bichir – Za lepší život
- George Clooney – Děti moje
- Gary Oldman – Jeden musí z kola ven
- Brad Pitt – Moneyball

### Nejlepší herec ve vedlejší roli
- Christopher Plummer – Začátky
- Kenneth Branagh – Můj týden s Marilyn
- Jonah Hill – Moneyball
- Nick Nolte – Warrior
- Max von Sydow – Neuvěřitelně hlasitě & nesmírně blízko

### Nejlepší herečka v hlavní roli
- Meryl Streepová – Železná lady
- Glenn Close – Albert Nobbs
- Viola Davis – Černobílý svět
- Rooney Mara – Muži, kteří nenávidí ženy
- Michelle Williamsová – Můj týden s Marilyn

### Nejlepší herečka ve vedlejší roli
- Octavia Spencerová – Černobílý svět
- Bérénice Bejo – Umělec
- Jessica Chastainová – Černobílý svět
- Melissa McCarthy – Ženy sobě
- Janet McTeer – Albert Nobbs

### Nejlepší adaptovaný scénář
- Děti moje – Alexander Payne, Nat Faxon a Jim Rash
- Hugo a jeho velký objev – John Logan
- Den zrady – George Clooney, Grant Heslov a Beau Willimon
- Moneyball – Steven Zaillian, Aaron Sorkin a Stan Chervin
- Jeden musí z kola ven – Bridget O'Connor a Peter Straughan

### Nejlepší původní scénář
- Půlnoc v Paříži – Woody Allen
- Ženy sobě – Annie Mumolo a Kristen Wiigová
- Margin Call – J. C. Chandor
- Umělec – David Seidler
- Rozchod Nadera a Simin – Asghar Farhadi

### Nejlepší cizojazyčný film
- Rozchod Nadera a Simin – režie Asghar Farhadi (Jodaeiye Nader az Simin, Írán)
- Býčí šíje – režie Michael R. Roskam (Rundskop, Belgie)
- Poznámka pod čarou – režie Joseph Cedar (Izrael)
- V temnotě – režie Agnieszka Holland (W ciemności, Polsko)
- Monsieur Lazhar – režie Philippe Falardeau (Kanada)

### Nejlepší animovaný film
- Rango – režie Gore Verbinski
- Život kočky – režie Alain Gagnol a Jean-Loup Felicioli
- Chico a Rita – režie Fernando Trueba a Javier Mariscal
- Kung Fu Panda 2 – režie Jennifer Yuh
- Kocour v botách – režie Chris Miller

### Nejlepší výprava
- Hugo a jeho velký objev – Vedoucí výpravy Dante Ferretti, dekorace Francesca Lo Schiavo
- Umělec – Vedoucí výpravy Laurence Bennett, dekorace Robert Gould
- Harry Potter a Relikvie smrti – část 2 – Vedoucí výpravy Stuart Craig, dekorace Stephenie McMillan
- Půlnoc v Paříži – Vedoucí výpravy Anne Seibel, dekorace Hélène Dubreuil
- Válečný kůň – Vedoucí výpravy Rick Carter, dekorace Lee Sandales

### Nejlepší kostýmy
- Umělec – Mark Bridges
- Anonym – Lisy Christl
- Hugo a jeho velký objev – Sandy Powell
- Jana Eyrová – Michael O'Connor
- W. E. – Arianne Phillips

### Nejlepší masky
- Železná lady – Mark Coulier a J. Roy Helland
- Albert Nobbs – Martial Corneville, Lynn Johnston a Matthew W. Mungle
- Harry Potter a Relikvie smrti – část 2 – Nick Dudman, Amanda Knight a Lisa Tomblin

### Nejlepší kamera
- Hugo a jeho velký objev – Robert Richardson
- Umělec – Guillaume Schiffman
- Muži, kteří nenávidí ženy – Jeff Cronenweth
- Strom života – Emmanuel Lubezki
- Válečný kůň – Janusz Kamiński

### Nejlepší hudba
- Umělec – Ludovic Bource
- Tintinova dobrodružství – John Williams
- Hugo a jeho velký objev – Howard Shore
- Jeden musí z kola ven – Alberto Iglesias
- Válečný kůň – John Williams

### Nejlepší píseň
- „Man or Muppet“ – Mupeti, hudba a text Bret McKenzie
- „Real in Rio“ – Rio, hudba Sergio Mendes a Carlinhos Brown, text Siedah Garrett

### Nejlepší střih
- Muži, kteří nenávidí ženy – Kirk Baxter a Angus Wall
- Umělec – Anne-Sophie Bion a Michel Hazanavicius
- Děti moje – Kevin Tent
- Hugo a jeho velký objev – Thelma Schoonmaker
- Moneyball – Christopher Tellefsen

### Nejlepší zvuk
- Hugo a jeho velký objev – Tom Fleischman a John Midgley
- Muži, kteří nenávidí ženy – David Parker, Michael Semanick, Ren Klyce a Bo Persson
- Moneyball – Deb Adair, Ron Bochar, Dave Giammarco a Ed Novick
- Transformers 3 – Greg P. Russell, Gary Summers, Jeffrey J. Haboush a Peter J. Devlin
- Válečný kůň – Gary Rydstrom, Andy Nelson, Tom Johnson a Stuart Wilson

### Nejlepší střih zvuku
- Hugo a jeho velký objev – Philip Stockton a Eugene Gearty
- Drive – Lon Bender a Victor Ray Ennis
- Muži, kteří nenávidí ženy – Ren Klyce
- Transformers 3 – Ethan Van der Ryn a Erik Aadahl
- Válečný kůň – Richard Hymns a Gary Rydstrom

### Nejlepší vizuální efekty
- Hugo a jeho velký objev – Rob Legato, Joss Williams, Ben Grossman a Alex Henning
- Harry Potter a Relikvie smrti – část 2 – Tim Burke, David Vickery, Greg Butler a John Richardson
- Ocelová pěst – Erik Nash, John Rosengrant, Dan Taylor a Swen Gillberg
- Zrození Planety opic – Joe Letteri, Dan Lemmon, R. Christopher White a Daniel Barrett
- Transformers 3 – Scott Farrar, Scott Benza, Matthew Butler a John Frazier

### Nejlepší celovečerní dokumentární film
- Undefeated – TJ Martin, Dan Lindsay a Richard Middlemas
- Hell and Back Again – Danfung Dennis a Mike Lerner
- Když se kácí les – Marshall Curry a Sam Cullman
- Ztracený ráj 3: Očistec – Joe Berlinger a Bruce Sinofsky
- Pina – Wim Wenders a Gian-Piero Ringel

### Nejlepší krátký dokumentární film
- Saving Face – Daniel Junge a Sharmeen Obaid-Chinoy
- The Barber of Birmingham: Foot Soldier of the Civil Rights Movement – Robin Fryday a Gail Dolgin
- Bůh je větší Elvis – Rebecca Cammisa a Julie Anderson
- Incident in New Baghdad – James Spione
- The Tsunami and the Cherry Blossom – Lucy Walker a Kira Carstensen

### Nejlepší krátkometrážní hraný film
- The Shore – Terry George a Oorlagh George
- Mše svatá – Peter McDonald a Eimear O'Kane
- Raju – Max Zähle a Stefan Gieren
- Time Freak – Andrew Bowler a Gigi Causey
- Transatlantická trouba – Hallvar Witzø

### Nejlepší krátký animovaný film
- The Fantastic Flying Books of Mr. Morris Lessmore – William Joyce a Brandon Oldenburg
- Dimanche/Sunday – Patrick Doyon
- La Luna – Enrico Casarosa
- A Morning Stroll – Grant Orchard a Sue Goffe
- Wild Life – Amanda Forbis a Wendy Tilby

## Nominace – První kolo
První kolo hlasování bylo uzavřeno 13. ledna. Do toho data mělo 5 783 hlasujících členů odevzdat své nominační návrhy.

### Nominované filmy
Do soutěže o nejlepší film roku se dostalo 265 celovečerních filmů. O nejlepší hudbu soutěžilo 97 snímků. Kategorie nejlepší filmová píseň měla zastoupení v 39 filmech. O nejlepší masky se ucházelo pouze sedm snímků. Celovečerní animovaný film měl zastoupení v osmnácti snímcích, mezi kterými byl i český Alois Nebel. Patnáct celovečerních dokumentů se ucházelo o Oscara. Osm krátkých dokumentů bylo uznáno v boji o Oscara. V kategorii nejlepší krátký animovaný film bylo do soutěže zapsáno deset filmů.

### Nominace na cizojazyčný film
Film Alois Nebel, doporučený Českou filmovou a televizní akademií (ČFTA) do soutěže o Oscara, se ucházel o nominaci v kategorii zahraniční film. Neúspěšně. O nejlepší cizojazyčný film se do užšího výběru dostaly snímky z Belgie, Kanady, Dánska, Německa, Íránu, Izraele, Maroka, Polska a Tchaj-wanu.

## Zvláštní ocenění
Udílení zvláštních ocenění Akademie se už třetím rokem konalo mimo hlavní večer. Na 3. ročníku Governors Awarads byly uděleny speciální ceny. Cenu za celoživotní dílo získali herec James Earl Jones a maskér Dick Smith. Humanitární cenu Jeana Hersholta obdržela herečka a moderátorka Oprah Winfreyová.
Cenu Gordona E. Sawyera získal Douglas Trumbull, který si ji převzal na slavnostním večeru udílení technických cen 11. února, který uváděla herečka Milla Jovovich. Ty Akademie uděluje zvlášť. Ocenila osm počinů.

## Změny
Prezident Akademie Tom Sherak oznámil 14. června 2011 některé ze změn, které Oscary čekají. Změny se dotkly kategorií jako nejlepší film, nejlepší animovaný film, nejlepší celovečerní dokument a nejlepší vizuální efekty.